# (37602) 1992 HD1
1992 HD1 (asteroide 37602) é um asteroide da cintura principal. Possui uma excentricidade de 0.26259240 e uma inclinação de 2.22261º.
Este asteroide foi descoberto no dia 24 de abril de 1992 por Spacewatch em Kitt Peak.